# Breadalbane
Breadalbane es un municipio rural canadiense situado en la provincia de Isla del Príncipe Eduardo.

## Superficie
Breadalbane tiene una superficie de 12,67 km².

## Demografía
En 2021, tenía 170 habitantes, una densidad poblacional de 13,4 hab./km², y 74 viviendas.